# سعد العشيرة
سَعْدُ العَشِيرةِ هي قبيلة من قبائل العرب القحطانية، عُرِفَت باسم جدِّها، سَعْدِ العَشِيرة.

## نسبهم
هم بَنُو سَعْدِ العَشِيرةِ بن مَذْحِجِ بنِ أُدَدِ بنِ زَيْدِ بنِ يَشْجُبَ بنِ عَرِيبِ بنِ زَيْدِ بنِ كَهْلانَ بنِ سَبَأِ بنِ يَشْجُبَ بنِ يَعْرُبَ بنِ قَحْطانَ.

## تسميته
هو من أهل العصر الجاهلي، وعرف بـ «سَعْدِ العَشِيرةِ»؛ لأنه طال عمره حتى بلغ أبناؤه وأحفاده ثلاث مئة رجل، فكان إذا ركب فيهم سُئل عنهم، فيقول: «هم عشيرتي» مخافة الحسد.

## حديث عنهم
ذكر ابن الأثير في كتابه «منال الطالب» أن عمر بن الخطاب  سأل عمرو بن معديكرب، وكان أنفذه سعد بن أبي وقاص  بعد فتح القادسية، فراح عمر يسأله عن قبائل الجيش الفاتح فقال: ما قولك في علة بن جلد؟ قال عمرو: أولئك فوارس أعراضنا، وشفاء أمراضنا، وأقلنا هربًا. قال عمر: فسعد العشيرة؟ قال: أعظمنا خميسًا، وأكبرنا رئيسًا، وأشدُّنا شريسًا. قال ابن الأثير معلقًا: يريد أن سعد العشيرة أكثر مَذْحِج جيشًا، وأكبرهم في الرياسة والتقدُّم، وأشدُّهم بأسًا وشجاعة. فقد جمعوا بين الكثرة والرئاسة والشدة.

## الفروع
ومن بطون سعد العشيرة:
- بنو عائذ الله بن سعد العشيرة: ومنهم بنو مالك بن عبد مناة، وبنو معاوية بن مافان.
- بنو الحكم بن سعد العشيرة: ومنهم بنو جَشَم، وبنو سِلهم، وبنو أسلم. وقيل أنهم الحكم بن مليح بن الهون بن خزيمة.[7][8] وأنهم دخلوا مذحج.[9]
- بنو زيد الله بن سعد العشيرة: ومنهم بنو عامر، وبنو اشرس، وبنو عوف، وبنو الدائل.
- بنو الصعب بن سعد العشيرة: ومنهم بنو أود، وبنو قتبة (أو زبيد الأكبر). ومنهم عمرو بن معديكرب.[10]
- بنو جعفى بن سعد العشيرة: ومنهم بنو مَرَّان، وبنو حَريم.
- بنو نمرة بن سعد العشيرة: ومنهم بنو الحدا، وبنو سليم.
- بنو الحر بن سعد العشيرة: ومنهم بنوالحمد، وبنو العدل.
- بنو أنس الله بن سعد العشيرة: ومنهم بنو عبد العزيز، وبنو الحارث.
- بنو هذان بن سعد العشيرة.
- بنو أوس الله بن سعد العشيرة.

## أعلام
- عمرو بن معديكرب
- الجراح الحكمي
- عبيد الله الجعفي